# کلی پیکه
کلی پیکه (انگلیسی: Kelly Piquet؛ زادهٔ ۷ دسامبر ۱۹۸۸) بلاگر (وبلاگ‌نویس) و مدل اهل برزیل است.